# Silirejo
Silirejo is een bestuurslaag in het regentschap Pekalongan van de provincie Midden-Java, Indonesië. Silirejo telt 4970 inwoners (volkstelling 2010).